# Террикон
Террико́н (фр. terril conique — букв. конический породный отвал) — отвал, искусственная возвышенность из обеднённых и пустых пород, извлечённых при подземной разработке месторождений угля и других полезных ископаемых, насыпь из отходов от различных производств и сжигания твёрдого топлива.

## Описание
Терриконы шахт и горно-обогатительных фабрик содержат сульфид железа в форме пирита и марказита, который при помощи кислорода из атмосферы окисляется хемолитотрофными бактериями Acidithiobacillus ferrooxidans с выделением тепла. Также отвалы содержат некоторое количество угля и другие горючие породы, на поверхность частиц которых адсорбируется тот же кислород и вступает в экзотермические окислительные химические реакции. В результате этих процессов в крупных терриконах нередко протекание различных процессов техногенного пирометаморфизма:
- сгорание угля (зоны с окислительным режимом обжига);
- пиролиз угля (зоны восстановительного обжига при T = 800—1000 °C);
- реакции дегидратации слоистых силикатов, имеющие следствием массовое испарение воды, а также удаление фтора, хлора на начальных этапах горения отвала (T = 600—700 °C);
- разложение карбонатов с удалением CO и CO2 и образованием периклаза, извести и ферритов (T = 600—800 °C);
- локальное плавление с образованием остеклованных клинкеров и базитовых паралав (T = 1000—1250 °C).

Эти процессы приводят к радикальному изменению фазового состава отвальной массы.
Известны случаи взрывов терриконов в результате накопления паров и газов под образовавшейся из-за атмосферных осадков коркой, приведшие к гибели десятков людей.
В процессе рекультивации земель терриконы являются объектами озеленения и облесения. На них в большом количестве рассаживают деревья с целью приостановить разрушение терриконов от воздействия разрушающих факторов погодных условий.
- Один из терриконов Донецкого угольного бассейна
- Терриконы Караганды
- Остывший террикон шахты 15 БИС расположен в г. Снежном Донецкой области. На терриконе проведено озеленение (рекультивация) — высажена акация

## Опасность для окружающей среды
Специфичным свойством терриконов, как и других горных отвалов, являются порождаемые ими техногенные угрозы для окружающей среды, атмосферы, водных объектов и грунтовых вод, в частности: пылевое и газодымовое загрязнение, радиоактивность, которая не уменьшается, а увеличивается с течением времени, по мере оксидизации свежеотсыпанных в отвалы пород (процесс оксидизации вынутой породы визуально характеризуется приобретением терриконом характерного красноватого оттенка). Они пылят, горят, особенно интенсивно в тёплое время года и наиболее жаркие летние месяцы, выделяя тяжёлые радиоактивные токсичные продукты сгорания углей и серы в атмосферу, по своим свойствам сходные с радиоактивными осадками. Дымовая производительность грунта молодых терриконов сходна с горением торфяников. Кроме того, процесс горения длится месяцами и годами (см. также Горящие горы), горение под поверхностью террикона продолжается даже без доступа воздуха. Потушить горящий террикон существующими средствами пожаротушения нереально, в силу распространения зоны горения вглубь толщи грунта. Ветер продуцирует пылевые бури со склонов терриконов. Отвал терриконов в жилых зонах и местах регулярной жизнедеятельности человека и животных недопустим, как недопустимы бесконтрольное жилищное строительство и расселение людей вблизи терриконов.
Склоны терриконов являются высокоэрозионным типом почв, их склонность к эрозии усиливается за счёт отсутствия растительности и невозможности их озеленения до естественного остывания породы. В силу этих причин регулярно случаются оползни и сходы грунта с терриконов, которые опасны тем, что обнажается неостывшая порода, контакт которой с кислородом воздуха и влагой может перейти в неконтролируемую реакцию вплоть до извержения и взрыва. Такой взрыв из-за оползня и влажности в 1966 году в Димитрове уничтожил прилегающий к террикону посёлок и его население.

## В культуре
Терриконы, как неотъемлемый элемент ландшафта шахтёрских регионов, отражены в различных произведениях культуры и искусства, песенного фольклора.